# Acyrthosiphon norvegicum
Acyrthosiphon norvegicum är en insektsart. Acyrthosiphon norvegicum ingår i släktet Acyrthosiphon och familjen långrörsbladlöss. Inga underarter finns listade i Catalogue of Life.